# Palle Petersen (fodboldspiller)
 For alternative betydninger, se Palle Petersen. (Se også artikler, som begynder med Palle Petersen)
Palle Petersen (født 1. juni 1959) med til navnet "Palle Plankeværk", var F.C. Københavns første målmand. Hvert minut betød noget, mente målmanden, som fansene - på grund af hans store hjerte og arbejdsraseri - i mesterskabssæsonen 1992-93 kårede til Årets Spiller. "Palle vinke vil vi se", sang de til den reaktionsstærke, men temperamentsfulde keeper, der altid tog sig tid til at vinke tilbage til fansene.
Større vindermentalitet end Palle P’s er svær at finde. Han havde det tydeligvis skidt med at lukke hele seks mål ind i den sidste kamp mod AaB i foråret 1993, også selv om den på papiret ikke betød noget. Men han var irriteret over alle mål, der blev lukket ind, ligegyldigt hvilken kamp der var tale om . Det skærpede blot hans koncentration og hjalp også til at opildne medspillerne.
Palle overtog også anførerhvervet, da Pierre Larsen stoppede i sommeren 1993, men den 10. april 94 fik han desværre en alvorlig ledbåndsskade i skulderen under opvarmningen i PARKEN til en kamp mod OB. Da han var klar igen til de sidste fire kampe, måtte han se til fra bænken, mens hans afløser Brian Flies fortsat stod resten af foråret.
Palle forlod Byens Hold ved kontraktudløb i sommeren 1994. Han ville gerne være fortsat, men man kunne ikke blive enige om længden på en ny aftale. I stedet skiftede han til Lyngby, men der var ingen sure miner fra fansene, da han vendte tilbage til PARKEN som modstander: "Palle, kom hjem! Palle, kom hjem". Et øjeblik, der rører målmanden den dag i dag.
Han har gennem årene været mange gange i PARKEN som tilskuer, og i maj 2017 fik han endnu en optræden på Nationalarenaens græstæppe, da han vogtede det ene mål i showkampen mellem to FCK All Stars-hold. Og i en alder af 57 levede Palle i den grad op til sit Plankeværk-tilnavn med en stribe stærke refleksredninger.
Palle Petersen er i dag obduktionstekniker på Rigshospitalet og målmandstræner for det danske kvindelandshold.